# Singyesa

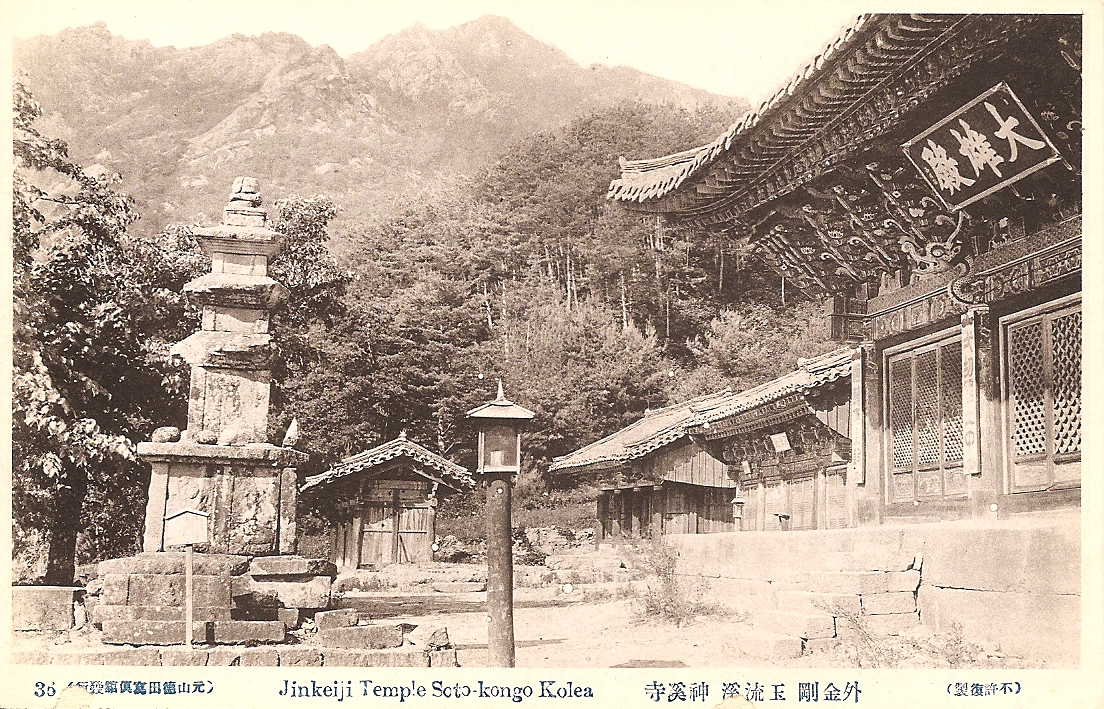
Le temple Singye dans les années 1930

Singyesa (신계사,  神溪寺) est un temple bouddhiste coréen fondé en 519 et se trouvant à Onjong-ri, dans la province du Kangwon dans le sud-est de la Corée du Nord. Situé dans la zone touristique des monts Kumgang, c'était l'un des plus grands temples de la région avant qu'il ne soit détruit par les bombardements américains lors de la guerre de Corée. Il a été reconstruit en 2004 au sein d'un projet intercoréen. Il a été classé trésor national n° 95.

## Histoire
Singyesa a été fondé en 519 sous le royaume de Silla qui favorisait l'installation du bouddhisme en tant que religion nationale. Son emplacement, dans les montagnes sacrés du Kumgangsan (les montagnes de diamant), a été choisi à cause de sa beauté. Prenant de plus en plus d'importance, il devient un des quatre plus grands temples de ces montagnes et était déjà une destination touristique célèbre sous l'administration japonaise (1910-1945).
Le complexe entier a été détruit en 1951 pendant la guerre de Corée par des bombes incendiaires lancées par l'aviation américaine qui soupçonnait la présence de soldats de l'armée populaire de Corée. Après cinq ans de négociations, le temple n'est reconstruit qu'à partir de 2004 dans le cadre d'un projet commun avec la Corée du Sud visant à développer le tourisme intercoréen dans les monts Kumgang.  Les travaux ont été financés conjointement par l'ordre Jogye (Corée du Sud) et la Fédération des bouddhistes de Corée (Corée du Nord) ; le temple a été rouvert en 2006 en présence de ces deux groupes qui continuent de s'y rencontrer,,. La restauration d'un deuxième temple est en cours de discussion. À l'occasion de la reconstruction, un moine sud-coréen est pour la première fois autorisé à s'installer dans le temple pour accueillir les touristes sud-coréens et y mener ses activités religieuses. L'afflux de touristes sud-coréens a cependant cessé à partir de juillet 2008 à la suite de l'arrivée au pouvoir de Lee Myung-bak et de la mort d'une touriste tuée par des soldats nord-coréens.

## Composition

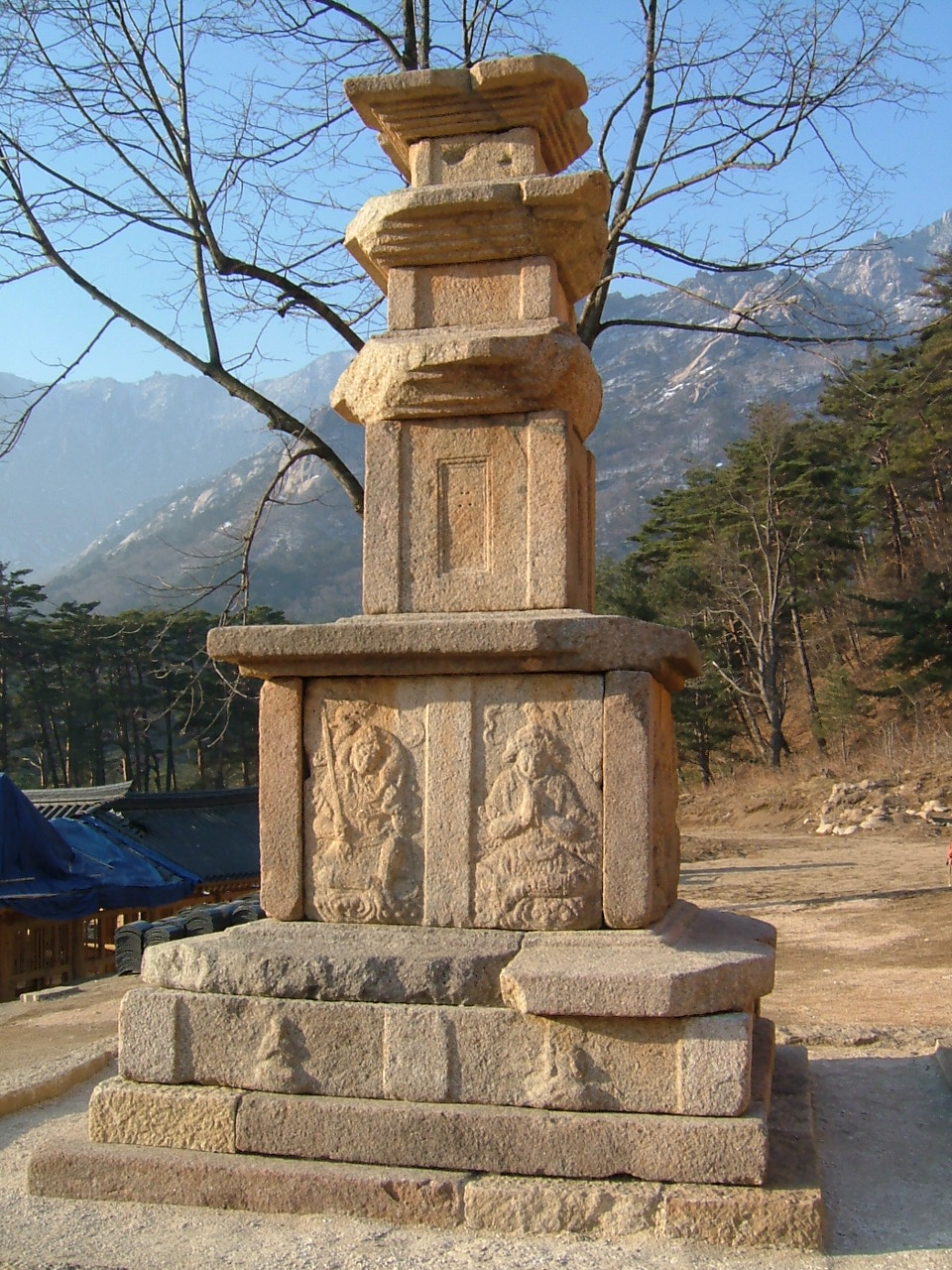
La pagode en pierre du temple bouddhiste Singyesa, datant de la période du Silla

Le temple comprenait des sanctuaires, des quartiers d'habitation et des cuisines ordonnés autour d'une cour faisant face au pavillon de prière principal. Contrairement à de nombreux temples coréens qui possède une porte majestueuse à l'écart des autres bâtiments, l'entrée de ce temple est situé sous le pavillon Manse (le pavillon de la vie éternelle), une structure à deux étages servant au stockage en bas et proposant une salle de méditation en haut. 
Une pagode en pierre datant de la période de Silla se trouve dans la cour centrale. Elle porte des gravures représentant des déités bouddhistes. C'est la seule partie du temple à avoir échappé à la destruction.
Le hall Taeung était la principale salle de prière, il a été construit au XVIIIe siècle. C'était de loin le plus grand et le plus impressionnant des bâtiments. Il abritait aussi la plupart des trésors du temple, tels qu'une collection d'icônes et neuf statues de gardiens bouddhistes. C'est le premier des bâtiments à avoir été reconstruit. À sa droite se trouve le petit pavillon de la cloche qui accueille maintenant une réplique de la cloche originale du XVIe siècle.